# Centre hospitalier intercommunal de Poissy-Saint-Germain-en-Laye
Le Centre hospitalier intercommunal de Poissy-Saint-Germain-en-Laye (CHIPS) est situé à Poissy et Saint-Germain-en-Laye (Yvelines). Comme tous les hôpitaux intercommunaux d'Île-de-France, il est indépendant de l'Assistance publique - Hôpitaux de Paris (APHP).
Il est issu du regroupement le 1er mai 1997 des établissements hospitaliers respectifs de ces communes.

## Historique

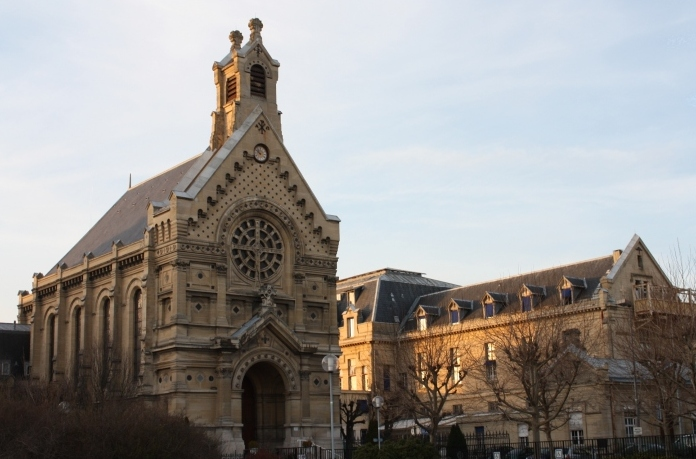
Chapelle de l'hôpital de Saint-Germain.

L'hôpital Saint-Louis de Saint-Germain-en-Laye est issu d'une maison-Dieu fondée en 1228, destinée aux pauvres et voyageurs. En 1619, confié à l'ordre des récollets, il devient un hôtel-Dieu, qui disparaît par la suite. Il est remplacé par une maison de la Charité en 1649, puis par l'Hôtel-Dieu de la Charité à partir de 1670. La marquise de Montespan fonde un hôpital général (comportant une apothicairerie) destiné à l'enfermement des mendiants de la ville devenu un hospice pour vieillards en 1753. Les deux établissements fusionnent en 1803 et un nouveau bâtiment est inauguré en 1881, à la suite d'une souscription . Il devient un centre hospitalier public en 1956, que les sœurs de la Charité quittent l'année suivante.
L'hôpital de Poissy succède quant à lui à une maison-Dieu fondée par saint Louis et tenue par des sœurs (Saint-Thomas de Villeneuve jusqu’en 1735, puis sœurs de la Charité), à côté de la collégiale. Un nouvel hôpital est inauguré en 1856, qui sert également d'hospice et qui est remplacé dans les années 1960 par l'hôpital actuel, situé sur le plateau de Beauregard. L'hospice Saint-Louis ferme en 1992.
Dans les années 2000, un projet de regroupement des deux sites sur la commune de Chambourcy est lancé, soutenu notamment par le député-maire Pierre Morange. Il est par la suite abandonné pour des raisons financières au profit d'une modernisation des deux sites. Le nouveau projet, moins coûteux, prévoit la construction d'un nouveau bâtiment à Poissy ; le site de Poissy serait tourné vers les urgences, la chirurgie, l'hospitalisation longue et accueillerait la maternité, tandis que celui de Saint-Germain serait destiné aux hospitalisations de moins d'une journée, aux consultations, à l'hôpital de jour, à la chirurgie ambulatoire et au pôle cancérologie. La construction du nouveau bâtiment doit commencer début 2018, pour une livraison prévue en avril 2020 ; son coût est estimé à 70 millions d'euros.
Une partie du site de Saint-Germain-en-Laye doit lors de cette restructuration être abandonné par les activités hospitalières et servir à un grand projet urbain mené par la municipalité. La chapelle de l'hôpital, construite par l'architecte Alfred-Nicolas Normand comme le reste du bâtiment inauguré fin XIXe siècle, est inscrite monument historique.
Le CHI de Poissy-Saint-Germain-en-Laye est membre du Groupement hospitalier de territoire des Yvelines Nord.
L'hôpital est partenaire de l'université de Versailles – Saint-Quentin-en-Yvelines.